# Jan Peder Syse
Jan Peder Syse (* Nøtterøy, 1930 - Oslo, 1997) fue un abogado y político noruego. 
Se graduó de abogado en la Universidad de Oslo. Fue miembro del Partido Conservador. Primer ministro de su país entre el 1989 y el 1990 y ministro de Industrias de 1983 a 1985. 
Fue diputado durante más de 25 años, hasta su muerte por hemorragia intracerebral el 17 de septiembre de 1997.